# Схоластик (экзарх Равенны)
Схоластик — экзарх Равенны с 713 по 723 год. Доставил папе Константину письмо императора Анастасия II, существенно улучшившее отношения Рима и Константинополя после монофелитского раскола.